# 雑賀愛造
雑賀 愛造（さいが よしぞう、明治27年（1894年）8月 - 昭和55年（1980年）5月）は日本の弁護士、公証人。旧姓稲田。
洋食のレストラン“十字屋”を経営し、市会議員をつとめた野坂康久（旧姓稲田）の実弟。日本商工会議所会頭、王子製紙社長などを歴任した足立正の足立家と雑賀家は姻戚関係にある。次女春子は元･丸神海産取締役社長石指集三の妻。

## 経歴
鳥取県米子市出身。酒造業稲田家に生まれ、雑賀家の婿養子になる。義父雑賀啓次郎は弁護士で県議をつとめた。

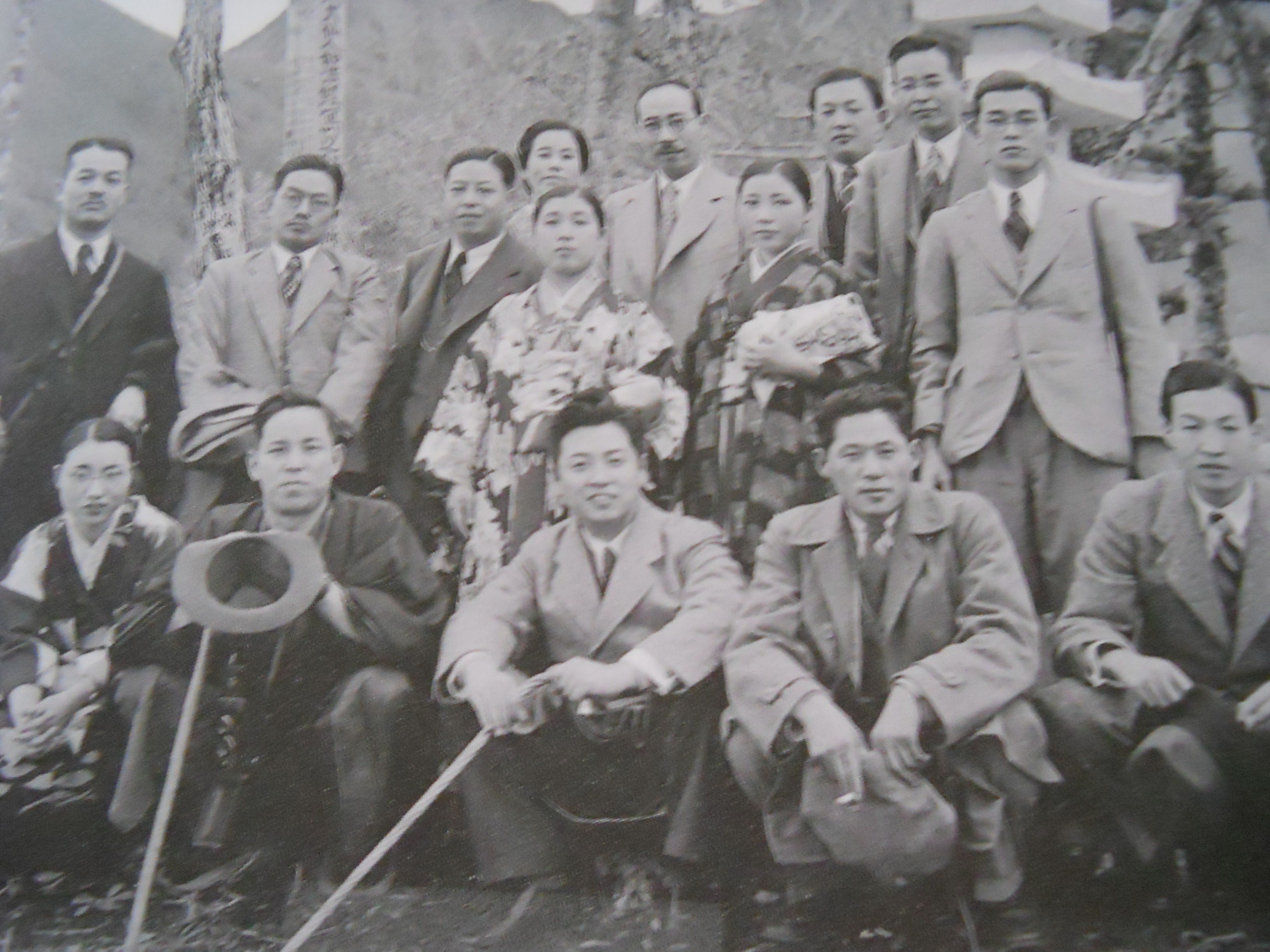
前列右から坂口純三、織田収、赤沢正道、坂口昇。後列左から雑賀愛造、上原準三、坂口平兵衛 (2代)
（大山に遊ぶ清交クラブの面々）

米子中学（現米子東高校）、岡山の第六高等学校を経て大正9年（1920年）東京帝国大学法科卒業、王子製紙に入社する。当時の社長は藤原銀次郎、工場長は足立正で、足立家と雑賀家は姻戚関係にあり義父のすすめによったものという。
昭和3年（1928年）12月義父啓次郎が死去したため退社して帰郷、一時弁護士を引き継いだが、昭和4年（1929年）4月大阪に出て日本産業貯蓄銀行にはいった。ところが昭和8年（1933年）銀行の取り付け騒ぎがあり、退社して帰郷。
昭和9年（1934年）4月公証人を拝命、昭和39年（1964年）8月定年退職するまでの30年間、その職務に専念した。

## 人物像
趣味は読書。宗教は仏教。

## 家系
稲田家